# Técnicas microfónicas
Las técnicas de microfonía se refiere al uso de los micrófonos para obtener una imagen estereofónica o amplia del sonido captado. Estas técnicas se pueden usar en microfonía general distante o cercana de un grupo grande o pequeño, o de un instrumento, ambientes o coros, tanto fuera de un estudio como dentro. Dentro de las técnicas microfónicas existen tres tipos: campo cercano, campo lejano y técnicas estereofónicas.

## Campo cercano
Ya sea en vivo, en el estudio o en una grabación de campo el micrófono puede ser ubicado muy cerca de la fuente física del sonido. No es definido por la distancia entre la fuente y el transductor sino que; cuando el contenido de reflexiones es menor a la fuente sonora misma se considera campo cercano . La grabación utilizando técnicas microfónicas cercanas es común en la música electroacústica, ya que permite la captura de ricos detalles del espectro. Dada la pequeña distancia entre el micrófono y la fuente del sonido, las grabaciones con técnicas microfónicas cercanas generalmente revelarán poca información relativa al entorno acústico en el que la grabación se llevó a cabo. Las técnicas microfónicas de campo cercano disminuyen la pérdida de nivel y permiten un mayor control sobre la señal. Los inconvenientes de este tipo de captación más comunes son que la captura no será "natural", al haber poco contenido de reflexiones, posibles golpes al micrófono, así como también efecto de proximidad.

## Campo lejano
Se considera campo lejano cuando los transductores captan un mayor contenido de reflexiones que de la fuente sonora misma. No se especifica una distancia porque es la relación entre el contenido de reflexiones y la fuente sonora lo que definirá si se considera campo lejano o cercano. Este tipo de técnica nos permite captar un balance adecuado del sonido, a su vez y debido a la separación entre el micrófono y la fuente, la acústica de la sala influirá en el sonido captado enriqueciéndolo en ambiente. Y por tanto, una combinación entre sonido directo y ambiente provoca una sensación acústica mucho más real. Para la captación de sonido ambiente se suelen emplear técnicas estereofónicas.

## Técnicas estereofónicas
Tratan de lograr una buena imagen estéreo del sonido que brinde buena profundidad y una correcta localización de la fuente. Pretende dar la sensación de «estar ahí», y captar las características de la sala. Sus aplicaciones más comunes son en coros, ambientes, overheads, pianos, secciones de cuerdas, efectos sonoros. Clasificaremos las técnicas estereofónicas en 4 tipos:

## 1. Técnica coincidente o XY
Consiste en utilizar dos micrófonos direccionales colocados simétricamente (formando un ángulo) a una línea central imaginaria y de forma que los diafragmas coincidan uno sobre el otro. Estos ángulos pueden ser de 90°, 120°, 135°. La técnica XY da una imagen del estéreo estrecha y mono compatible. Dentro de las técnicas coincidentes destacamos la Técnica Blumlein (ideada por el ingeniero británico Alan Blumlein (1903-1942)) que es un tipo de técnica que capta muy bien por delante y por detrás pero no tan bien por los lados ya que consiste en formar un ángulo de 90° con dos micrófonos bidireccionales (figura de 8). Y otra variante de esta técnica es colocar dos micrófonos hipercardioides formando un ángulo de 130°.

## 2. Técnica casi coincidente (near-coincident)
Son técnicas que intentan emular las diferencias interaurales que suceden en nuestros oídos. Para ello se utilizan micros muy juntos pero en los que el diafragma no coincide. Consiguen por lo tanto una imagen estéreo más amplia (menos mono compatible), con más profundidad y a su vez con más diferencias de nivel y de fase. Las técnicas microfónicas casi coincidentes más conocidas son: ORTF, NOS, Faulkner.

### ORTF

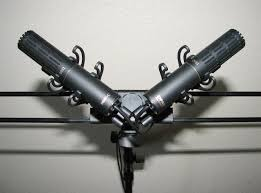
Micrófonos colocados con la disposición de la técnica estereofónica ORTF

(Office de raiffusion televisión francaise). Utiliza un par de micros cardioides y que se suelen colocar a una distancia de 17 centímetros entre cápsula y cápsula y formando un ángulo de 110°. Otra opción es colocarlos a una distancia de 20 centímetros y con un ángulo de 90°. Con esta técnica obtenemos una captación de un sonido más cálido y con una localización más precisa de la "imagen" frontal.

### NOS
(Netherlande Omroep Stichting). Es una técnica similar a la ORTF pero que proporciona más amplitud haciendo que consigamos un estéreo más amplio. Consiste en colocar los transductores separados a una distancia de 30 centímetros formando un ángulo recto de 90°.

### Faulkner
Esta técnica consiste en utilizar un par de micros bidireccionales (figura de 8) y colocarlos separados a una distancia de 20 centímetros entre sí. Proporciona una imagen estéreo muy amplia
que por tanto no es mono compatible.

## 3. Par espaciado A/B

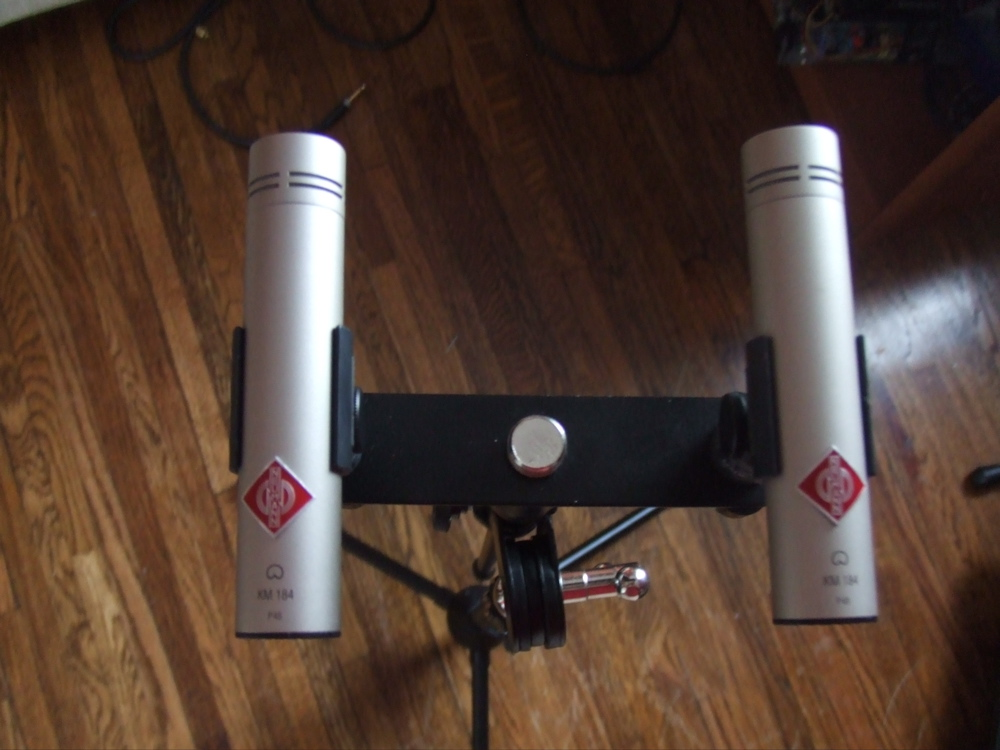
Micros colocados en técnica estereofónica AB

Para esta toma estereofónica se utilizan 2 o 3 micrófonos (mejor si son de condensador) idénticos y separados horizontalmente y de forma paralela a una distancia de entre 1 y 3 metros. Se utilizará la regla del 3:1 que consiste en que la distancia entre micrófonos debe ser al menos el triple de la distancia que hay entre la fuente y el dicho transductor.

## 4.Mid Side(MS)

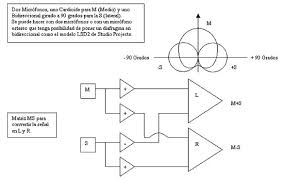
Disposición y explicación gráfica Técnica M&S

En esta técnica se utilizan dos micrófonos de distinta polaridad colocados en ángulo recto de 90° y los diafragmas de las cápsulas se colocan de forma coincidente. Suele usarse un cardiodide para la señal del frente (middle) y un bidireccional para la señal lateral (side). Esto no quiere decir que la señal M va a un canal y la señal S a otro, sino que las señales M y S se suman para obtener la información que irá al canal izquierdo (L=M+S) y se restan para obtener la señal que va al derecho (R=M-S). La principal ventaja de esta técnica es la precisión de la localización de la fuente sonora. La magnitud del estéreo se puede variar modificando los niveles de M o S y sin necesidad de tener que mover ningún micro.

## 5. Estéreo apantallado
Utiliza dos micrófonos separados entre sí por una pantalla de material absorbente el efecto sombra provocado por la pantalla tendrá una influencia positiva de atenuación de las fuentes de sonido 
desviadas del eje, y por ello se realza la separación de canales. Las pantallas deberían estar construidas con un material acústicamente absorbente y no reflexivo, para prevenir las reflexiones en su superficie que puedan colorear el sonido. Un caso particular de esta técnica es el denominado "Jecklin Disk", que consta de dos micros omnidireccionales separados unos 15 cm y una pantalla de unos 30 cm situada entre ellos. La pantalla es un disco rígido recubierto de material absorbente. El ángulo desde el eje central a cada micro es de unos 20º.

## 6.Decca Tree (Árbol Decca)

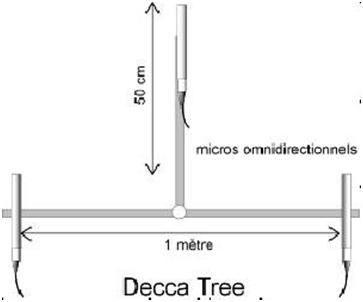
Dibujo de la colocación de los toma microfónica decca tree

Consiste en la colocación de tres micrófonos omnidireccionales en triángulo. El árbol consiste en una figura de tres puntos formada por los micrófonos omnidireccionales en un triángulo (casi equilátero) apuntando hacia la fuente sonora.
Los dos micros exteriores están bastante apartados, de manera que aparece un agujero central si no se coloca un micro en ese lugar. Ese micro central debería ser mezclado para rellenar el hueco. Las distancias exteriores oscilan entre 60 y 120 cm. El tercero,
el del centro puede estar ligeramente por debajo y por delante del par externo. Dependiendo de las variables acústicas de la sala donde el conjunto o la orquesta sean grabados, el árbol puede ser alzado o bajado par lograr el mejor resultado. Es una colocación con mucho éxito porque asegura un sonido natural. El árbol se coloca justo detrás o encima del director, lo cual da como resultado un balance muy cercano 
a la intención musical. Además, los tres micrófonos se aproximan más a las secciones de la orquesta que los sistemas A-B, proporcionando mucha más claridad y definición de la imagen estéreo. Configuración con gran aceptación en el mundo de la grabación orquestal. Originalmente introducido por el sello Decca.